# Baruch de Spinoza

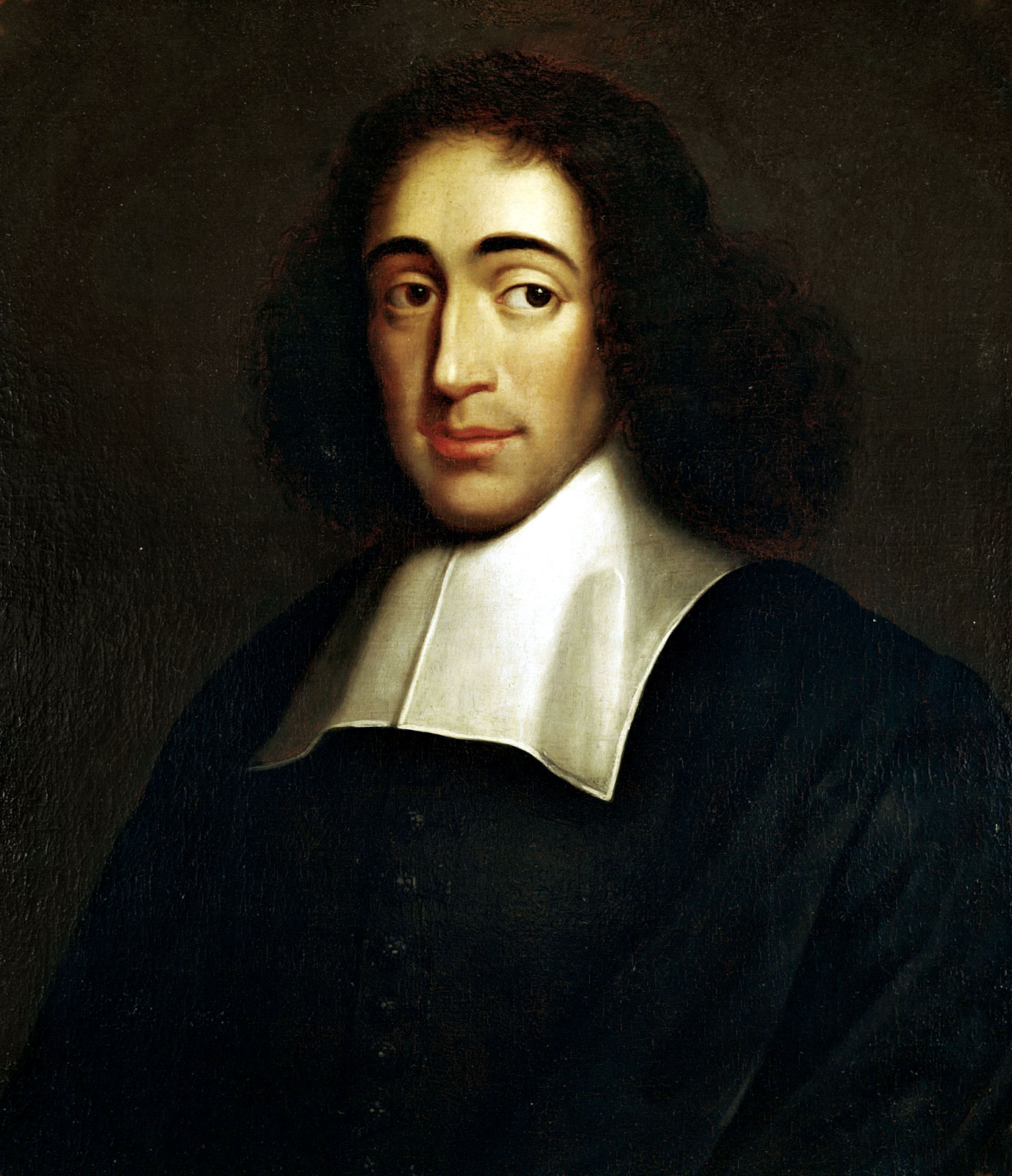
Porträt des Philosophen Benedictus de Spinoza, Ölgemälde um 1665, im Besitz der Gemäldesammlung der Herzog August Bibliothek in Wolfenbüttel

Baruch de Spinoza (hebräisch ברוך שפינוזה, portugiesisch Bento de Espinosa, latinisiert Benedictus de Spinoza; geboren am 24. November 1632 in Amsterdam; gestorben am 21. Februar 1677 in Den Haag) war ein niederländischer Philosoph. Er war Sohn sephardischer Immigranten aus Portugal und hatte Portugiesisch als Erstsprache. Er wird dem Rationalismus zugeordnet und gilt als einer der Begründer der modernen Bibel- und Religionskritik. Neben René Descartes und Gottfried Wilhelm Leibniz gehört er zu den einflussreichsten Philosophen des 17. Jahrhunderts.

## Leben

### Herkunft und Jugend
Die marranisch-jüdische Familie Spinoza (auch Despinosa oder d’Espinosa geschrieben) stammte von iberischen Juden (Sephardim) ab, die aus Vidigueira in Portugal, via Nantes und Rotterdam, eingewandert waren. Spinozas Vorfahren gehörten zur Gemeinschaft der portugiesischen Juden, die sich nach der portugiesischen Inquisition (1536), die zu Zwangskonvertierungen und Vertreibungen von der iberischen Halbinsel geführt hatte, in Amsterdam niedergelassen hatten. 1593 segelten portugiesische Konvertiten, die zum Katholizismus konvertiert waren, nach Amsterdam und konvertierten umgehend zum Judentum, angezogen durch das 1579 von der Utrechter Union erlassene Duldungsdekret. Wahrscheinlich sind Spinozas Vater und Onkel zwischen 1615 und 1623 nach Amsterdam gezogen.
Spinoza wurde am 24. November 1632 als Bento de Espinosa in einem Haus im Amsterdamer Judenviertel, heute Waterlooplein und Umgebung, geboren. Acht Tage später wurde er in der jüdischen Gemeinde als Baruch eingeführt. Sein Vater war Miguel oder Michael de Spinoza (gestorben 1654), auch als Gabriel Alvares d’Espinosa bekannt, seine Mutter, dessen zweite Frau, war Hanna Debora Senior (gestorben 1638). Michael de Spinoza war mehrere Male einer der Parnassim, Aufseher der sephardischen Gemeinde, und war an der Zusammenführung der drei Schulen und der Gründung der (alten) sephardischen Synagoge an der Houtgracht beteiligt.

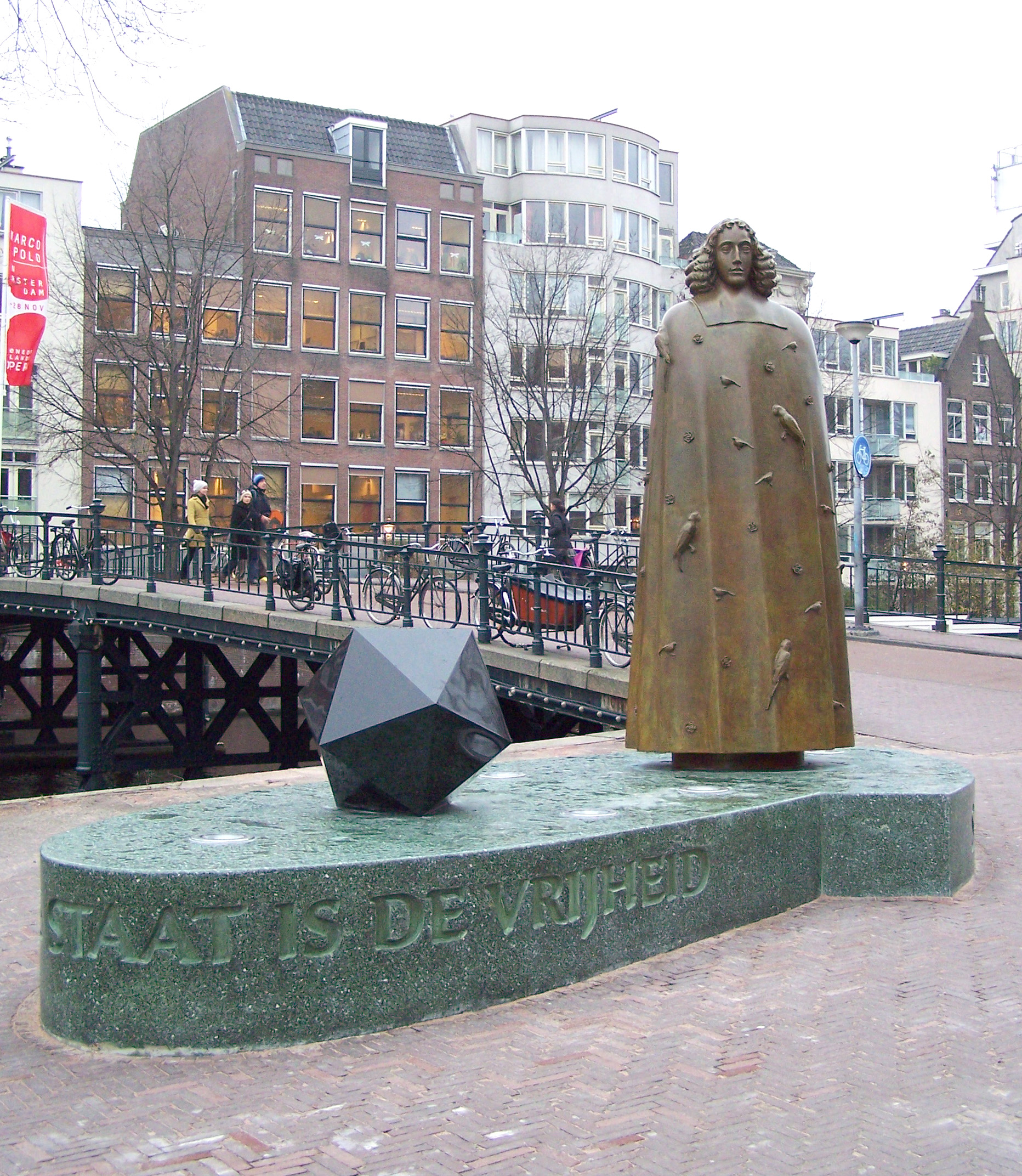
Statue (2008) von Spinoza in Amsterdam, mit Inschrift „Das Ziel des Staates ist die Freiheit“ (Übersetzung, Zitat aus Tractatus theologico-politicus, 1677)

Über Spinozas Jugend ist zuverlässig nur bekannt, dass er im Alter von fünf Jahren mit dem Vater, seinem älteren Bruder Isaak (gestorben 1649) und dem jüngeren Bruder Gabriel in das Mitgliederverzeichnis des Fördervereins Ets Haim eingeschrieben wurde, der zur Vergabe von Stipendien an die Schüler der Schule Talmud Tora gegründet wurde. In dieser Schule wurden die meisten männlichen Gemeindemitglieder in den ersten vier Klassen in die religiöse Kultur der Gemeinde eingewiesen, bevor einige die Klassen 5–7 durchliefen, um zu Gemeindevorstehern, vor allem aber zu Rabbinern ausgebildet zu werden. Da Spinoza als 18- oder 19-Jähriger in einer Mitgliederliste der Klassen 5–7 aus dem Jahre 1651 nicht vorkommt, hat er diese höheren Klassen wahrscheinlich nicht besucht.
In den Gemeindebüchern kommt er erst wieder nach dem Tode seines Vaters (März 1654) vor, und zwar in dem Spendenbuch, dem zufolge er im Monat nach dem Tod des Vaters und als dessen Nachfolger (ältester noch lebender Sohn) mehrere Zahlungen leistete. Spinoza betrieb in Nachfolge seines Vaters dessen Handelsunternehmen. Als er im Frühjahr des folgenden Jahres die Verschuldung des vom Vater übernommenen Geschäfts erkannte, ließ er sich als 23-Jähriger – und damit nach geltendem Recht noch minderjährig – als Vollwaise einen Vormund bestellen. Dieser machte für ihn die nachträgliche Nichtannahme der Erbschaft geltend, obwohl Spinoza bereits einige Gläubiger seines Vaters befriedigt hatte. Die Ablehnung der Erbschaft wurde von einem Amsterdamer Gericht als rechtsgültig anerkannt. Spinoza entledigte sich damit aller finanzieller Verbindlichkeiten gegenüber den Geschäftspartnern seines Vaters. Das Unternehmen wurde aber unter gleichbleibender Firma bis 1664 fortgeführt. In diesem Jahr bevollmächtigte sein Bruder Gabriel als Alleininhaber vor der Auswanderung nach Barbados zwei andere Kaufleute damit, die Interessen des Geschäfts wahrzunehmen. Gabriel wanderte letztendlich nach Jamaika aus, wohin alte Geschäftsbeziehungen bestanden.

### Verbannung aus der jüdischen Gemeinde

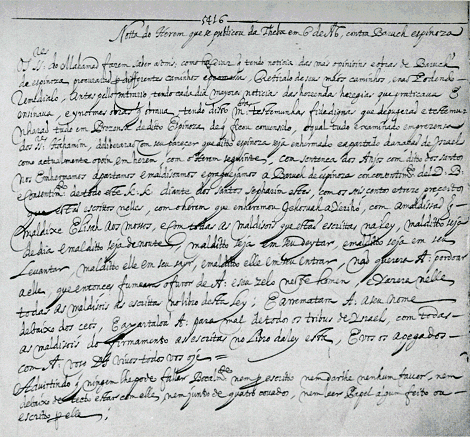
Spinozas Bann, Portugees-Israëlitische Gemeente, Amsterdam

Wohl in der ersten Hälfte der 1650er Jahre kam Spinoza in Kontakt mit Mennoniten. In der Lateinschule des Ex-Jesuiten Franciscus van den Enden (1602–1674) lernte er Latein. Er konnte hier seinen Gesichtskreis erweitern und wurde unter anderem mit dem Gedankengut von Descartes und der Spätscholastik bekannt. Die jüdischen Rationalisten wie Maimonides oder Gersonides waren ihm vermutlich schon zuvor vertraut.
Im Jahre 1656 äußerte Spinoza zusammen mit dem erst 1655 aus Portugal über Hamburg in die Gemeinde zugewanderten Arzt und Freidenker Juan de Prado und mit Manuel Ribeira starke Zweifel an verschiedenen für die Gemeinde zentralen Glaubenslehren. Am 27. Juli 1656 wurde er dann wegen seiner angeblich schlechten Ansichten und Handlungen und nachdem mildere Maßnahmen nichts genutzt hatten, von der Amsterdamer portugiesischen Synagoge mit dem Bann (Cherem) ausgeschlossen. Zusätzlich verboten die Rabbiner jeden schriftlichen oder mündlichen Kontakt mit ihm. Spinoza war zu diesem Zeitpunkt erst 23 Jahre alt und hatte noch nichts veröffentlicht. Nach dem Bann verfasste Spinoza eine umfangreiche Verteidigungsschrift, in der er seine bibel- und religionskritischen Ansichten entwickelte, die er später in den theologisch-politischen Traktat aufnahm.
Im Bannfluch, der über Baruch Spinoza ausgesprochen wurde, hieß es:
„Nach dem Beschlusse der Engel und dem Urteil der Heilgen bannen, verwünschen, verfluchen und verstoßen wir Baruch de Espinoza, mit Zustimmung des heiligen Gottes, gepriesen sei Er, und dieser ganzen heiligen Gemeinde […], mit dem Bannfluche, womit Josua Jericho fluchte, mit dem Bannfluche, mit dem Elisa den Knaben fluchte, und mit all den Verwünschungen, die im Gesetz geschrieben stehen. Verflucht sei er am Tage und verflucht sei er bei der Nacht; verflucht sei er, wenn er sich niederlegt, und verflucht sei er, wenn er aufsteht, verflucht sei er bei seinem Ausgang und verflucht sei er bei seinem Eingang. Möge Gott ihm niemals verzeihen, möge der Zorn und Grimm Gottes gegen den Menschen entbrennen […] und seinen Namen unter dem Himmel austilgen, und möge Gott ihn zu seinem Unheil ausscheiden von allen Stämmen Israels […] Wir verordnen, daß niemand mit ihm mündlich oder schriftlich verkehre, niemand ihm irgend eine Gunst erweise, niemand mit ihm unter einem Dach verweile, niemand auf vier Ellen in seine Nähe komme, niemand eine von Ihm verfaßte oder geschriebene Schrift lese.“
Spinoza hielt sich häufig und noch während des Jahres 1659 in Amsterdam auf und verkehrte weiter mit de Prado und Ribeira. Einer seiner ersten Biographen, Jean Maximilien Lucas, berichtete, dass er auf Betreiben der Rabbiner vom Magistrat für einige Zeit aus Amsterdam verwiesen wurde und sich deshalb in Rijnsburg niederließ. Allerdings existieren darüber keine amtlichen Nachrichten oder weitere Berichte. Für einen Wohnsitz außerhalb Amsterdams spricht die Erwähnung eines Studiums in Leiden 1658/59 durch den Zeugen der spanischen Inquisition, Tomás Solano y Robles. Spinoza begann, Mennoniten- und Kollegiantenkreise zu besuchen, wurde aber nie wie ein Mennonit getauft und wurde nicht Christ. Spinoza gilt als einer der ersten säkularen Juden.
Er lebte ehelos und zurückgezogen. Seinen Lebensunterhalt verdiente er sich mit dem Drehen und Schleifen optischer Linsen. Darüber hinaus bezog er Zuwendungen von zwei Gönnern.

### Erste Publikationen

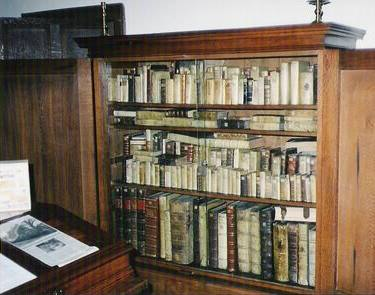
Das Studienzimmer von Baruch de Spinoza

Bereits um 1660 war Spinozas bibel- und religionskritische Haltung auch in Rijnsburg bekannt. Er arbeitete am Tractatus de intellectus emendatione (Abhandlung über die Verbesserung des Verstandes) und dem verloren gegangenen, nur in niederländischer Übersetzung erhaltenen Tractatus de Deo et homine eiusque felicitate (Korte Verhandeling van God, de Mensch en deszelvs Welstand) (Kurzer Traktat von Gott, dem Menschen und seinem Glück), in dem schon Ideen seines späteren Hauptwerks Ethik… anklingen. Sein Ruf als scharfsinniger Kenner und sein eigenwilliges Weiterentwickeln der Philosophie Descartes’ zog das Interesse vieler Gelehrter auf sich. So hatte er Kontakt mit Henry Oldenburg, der später einer der Sekretäre der neu gegründeten Royal Society in London werden sollte.
1663 veröffentlichte Spinoza die Renati Descartes principiorum philosophiae (PPC), das einzige Werk, das zu seinen Lebzeiten unter seinem Namen erschien. 1669 zog er nach Den Haag. Hier erhielt er im Februar 1673 einen Ruf als Professor an die kurpfälzische Universität Heidelberg, der jedoch von dem beauftragten Vertrauten des Kurfürsten Karl I. Ludwig so abgefasst worden war, dass Spinoza ihn ablehnte.
Seit 1670 bemühte sich die Kirche bei den staatlichen Stellen, ein Verbot von Spinozas im selben Jahr und anonym erschienenen Tractatus theologico-politicus (TTP) durchzusetzen, was jedoch erst 1674, zwei Jahre nach der Ermordung der liberalen Regenten, der Brüder de Witt, Erfolg hatte. 1675 wurde die Kirchengemeinde im Haag erneut tätig, da das Gerücht umging, Spinoza habe ein neues Buch fertiggestellt; dabei kann es sich nur um die Ethik gehandelt haben. In Den Haag erhielt Spinoza Besuch bedeutender Gelehrter, darunter Ehrenfried Walther von Tschirnhaus und im November 1676 Gottfried Wilhelm Leibniz.

### Weiteres
Spinoza lernte mit ca. 28 Jahren das Linsenschleifen und entwickelte dafür seine eigene Linsenschleif-Maschine. Er galt als einer der besten Linsenschleifer Europas, baute seine eigenen Mikroskope und Teleskope und stellte unter anderem Linsen für den Wissenschaftler Antoni van Leeuwenhoek her, mit welchen dieser die Mikrobiologie entdecken konnte.

### Tod

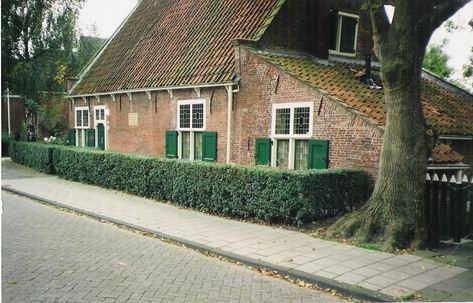
Das Haus von Baruch de Spinoza, Rijnsburg Spinozalaan 29, heute ein Museum, das Spinoza würdigt

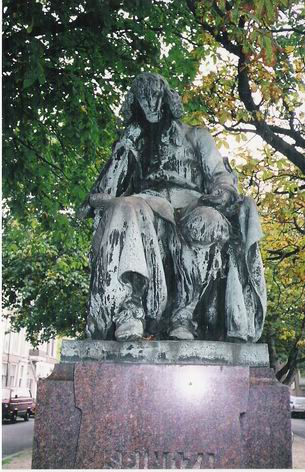
Bronzene Sitzstatue von Baruch de Spinoza nahe seiner ehemaligen Wohnung an der Paviljoensgracht in Den Haag

Spinoza starb unerwartet im Alter von 44 Jahren am Sonntag, dem 21. Februar 1677, gegen 15 Uhr nachmittags in seiner Wohnung an der Paviljoensgracht in Den Haag. Die Umstände seines wohl durch eine chronische Lungenerkrankung verursachten Todes sind nicht näher bekannt, vielleicht aber war seine lebenslange Tuberkulose die Ursache, damals diagnostiziert als Schwindsucht. Über seinen Tod und sein Begräbnis berichtet der lutherische deutsche Prediger Johannes Colerus in seiner Lebensbeschreibung Spinozas (zuerst niederländisch 1705, französisch 1706, deutsche Ausgabe unter dem Titel Das Leben des Bened. von Spinoza von 1733), zu der er auch Spinozas Wirtsleute persönlich befragt hatte. Colerus berichtete, Spinoza habe am Vortag nach einem Arzt mit den Initialen L. M. verlangt (dabei handelte es sich höchstwahrscheinlich um seinen Freund Lodewijk Meyer), der bei ihm am Bett blieb, bis er starb. Am 25. Februar wurde er auf einem christlichen Friedhof begraben. Der Nachlass einschließlich seiner Bibliothek wurde inventarisiert und versteigert, nachdem Spinozas Schwester Rebecca und ihr Stiefsohn Daniel de Casseres ihre Erbansprüche geltend gemacht und auch sein Vermieter ausstehende Zahlungen eingefordert hatten. Der Tractatus politicus blieb unvollendet.

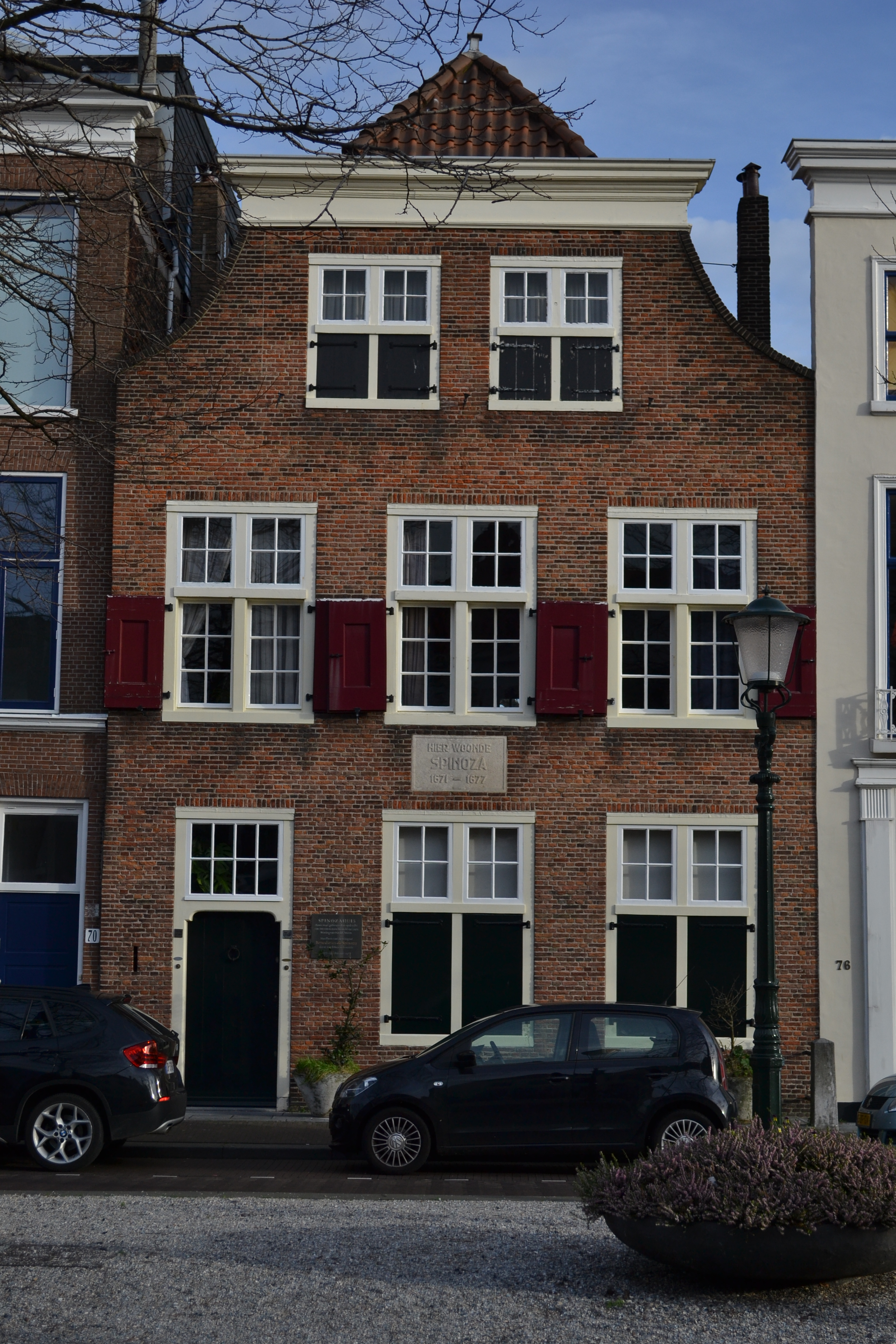
Spinoza-Haus in Den Haag, wo Spinoza von 1670 bis zu seinem Tod im Jahr 1677 lebte.

Freunde wie Lodewijk Meyer bereiteten Spinozas nachgelassene Manuskripte zur Veröffentlichung vor. Sie erfolgte noch im Todesjahr 1677 unter dem Titel B. D. S. Opera Posthuma. Das Buch enthielt die Ethik, den Tractatus politicus, den Tractatus de intellectus emendatione sowie Briefe und seine gleichfalls unvollendete hebräische Grammatik. Autographen von Spinoza werden unter anderem in der Gottfried Wilhelm Leibniz Bibliothek aufbewahrt.
Der Zeitgenosse Joachim Oudaen aus Rijnsburg und mit den dortigen Kollegen vertraut, scheint in einem Verleumdungsgedicht von 1683 anzudeuten, dass Spinoza homosexuell war.

## Philosophie
Spinoza nimmt in der Philosophiegeschichte eine Sonderstellung ein. Er gehörte weder einer etablierten philosophischen Schule an noch begründete er selber eine neue. Er war Anhänger beziehungsweise Kritiker von René Descartes und einer der radikalsten Philosophen der frühen Neuzeit. Seine Ethica, ordine geometrico demonstrata ist der Form nach in synthetischer Darstellung und, wie es der Titel andeutet, nach der Methode von Euklids Elementen in „Grundbegriffen“, „Axiomen“, „Theoremen“, „Demonstrationen“ und „Korollarien“ abgefasst. Spinoza verfasste eine Metaphysik und Ethik in der Art eines Geometrielehrbuches.
Die Philosophie Spinozas hat vor allem ein ethisch-praktisches Ziel: Er möchte von den illusorischen Lebenszielen das einzig Wahre unterscheiden, das ihm, wenn er es erreichen würde, eine stabile und wirklich befriedigende Freude verschaffen könnte. Um dies zu ermöglichen, entwickelte er eine Ethik (vor allem in den drei letzten Büchern der Ethik), deren Grundlagen (die in den ersten beiden Büchern der Ethik dargelegt werden) metaphysischer Natur sind. Die ethischen und metaphysischen Reflexionen forderten eine propädeutisch-methodologische Arbeit, der Spinoza sich im Tractatus de intellectus emendatione unterzog. Da aber die Ethik in seinen Augen von der politischen Philosophie untrennbar ist, entwickelte er sowohl im Rahmen des Tractatus theologico-politicus als auch des Tractatus politicus ein eigenständiges politisches Denken.
Die vier Zweige des Denkens Spinozas sind:
1. Metaphysik
2. Ethik
3. politische Philosophie
4. Erkenntnistheorie

### Gott als singuläre Substanz (Metaphysik)
In den Propositionen 1–15 hielt er fest: Gott ist die unendliche, substantiell in ihren Eigenschaften konstante, einheitliche und ewige Substanz:

“Per Deum intelligo ens absolute infinitum hoc est substantiam constantem infinitis attributis quorum unumquodque æternam et infinitam essentiam exprimit.”

Spinoza kombiniert das traditionelle Verständnis der Substanz als „In-sich-Sein“ (in se est) mit der Feststellung, dass eine Substanz nur aus sich allein begriffen werden könne (per se concipitur) beziehungsweise erklärbar sei.

“Per substantiam intelligo id quod in se est et per se concipitur hoc est id cuius conceptus non indiget conceptu alterius rei a quo formari debeat.”

(„Unter Substanz verstehe ich das, was in sich ist und durch sich begriffen wird, das heißt das, dessen Begriff, um gebildet werden zu können, den Begriff eines anderen Dinges nicht bedarf.“)

#### Logische Folgerungen aus Spinozas Substanzbegriff
Aus diesen beiden Axiomen Spinozas folgt zwingend, dass bei Annahme mehrerer voneinander unterschiedener Substanzen etwas diesen Gemeinsames zugrunde liegen muss, da sich die Substanzen ohne ein Gemeinsames nicht voneinander unterscheiden lassen. Die Definition einer einzelnen Substanz könne nur über ihre Unterschiedenheit (differentia) von den übrigen Substanzen erfolgen. Damit wäre aber keine Substanz mehr aus sich heraus begreifbar, sondern nur in Bezug zu den übrigen.
Daraus ergibt sich unter Annahme von Spinozas Satz „vom aus sich heraus zu begreifenden Seienden“, dass es nur eine einzige Substanz geben könne. Diese Substanz ist daraus folgend mit all ihren Eigenschaften unendlich und absolut und wurde von Spinoza mit Gott gleichgesetzt.
Der Einwand einer möglichen endlichen Substanz wird durch zwingende Schlussfolgerungen aus den ersten beiden Axiomen Spinozas zur Substanz widerlegt.
Eine endliche Substanz müsste wiederum an eine andere Substanz angrenzen, was die oben behandelten Definitionsprobleme der unmöglichen Differenzierung von Substanzen nach dem Axiom per se concipitur aufwerfen würde.
Eine endliche Substanz benötigte außerdem einen kausal vorhergehenden Verursacher ihrer Existenz, was eine zweite Substanz zusätzlich zwingend erforderlich macht und wiederum entsprechende Probleme in Bezug auf die Anfangsaxiome aufwirft.
Spinoza folgerte, dass eine Substanz nicht von einer anderen hervorgebracht werden könne:

“Una substantia non potest produci ab alia substantia.”

 („Eine Substanz kann nicht von einer anderen Substanz hervorgebracht werden.“)

#### Rückgriff auf ontologische Beweise
Bei der offenbleibenden Frage nach der wirklichen Existenz einer als Gott benennbaren Substanz verwendet Spinoza den älteren ontologischen Gottesbeweis, nach dem eine Substanz keine weitere Ursache haben darf und demnach nur als Ursache ihrer selbst (causa sui) vorzustellen wäre. Ursache einer Substanz selbst vermag hier aber nur etwas zu sein, bei dem das Wesen zugleich auch die Existenz impliziert (cuius essentia involvit existentiam) beziehungsweise dessen Natur nicht anders begriffen werden kann denn als existierend (cuius natura non potest concipi, nisi existens).

#### Pantheismus, Geist versus Materie, und Willensfreiheit
Der Kosmos (beziehungsweise das Universum) selbst ist diese Substanz, es gibt nichts außerhalb von ihr, sie ist in nichts Anderem, und somit sind alle Gegenstände Eigenschaften dieser Substanz; daher ist einer der Hauptgedanken bei Spinoza der, dass Gott in allem Seienden vorhanden ist. Es ist geläufig, diese Theorie Pantheismus zu nennen (vom Griechischen pan: alles, und von theos Gott). Jedoch ergibt sich von Proposition 16 an ein subtiler Bedeutungswandel: Spinozas Gott ist die Ursache aller Dinge, weil alles ursächlich und notwendigerweise aus der göttlichen Natur folgt: „auf die selbe Weise, wie aus der Natur des Dreiecks von Ewigkeit und in Ewigkeit folgt, dass seine drei Winkel gleich zwei rechten sind“. In diesem Sinne war Gott auch nicht frei, die Welt zu erschaffen (oder es zu unterlassen).
Das, was unser Intellekt von dieser Substanz erkennen kann, nannte er ihre „Attribute“; zwei dieser Attribute sind „Denken“ (Geist) und „Ausdehnung“ (Materie). Gleichlautend mit René Descartes konstatierte Spinoza also einen Gegensatz zwischen Geist und Materie; anders als jener sah er sie jedoch nicht als zwei verschiedene Substanzen (Dualismus), sondern als verschiedene Attribute einer einzigen Substanz (Monismus). Da Geist und Materie keine gegensätzlichen Substanzen sind, schien Spinoza der cartesianische Einwand gegen die Möglichkeit der Wechselwirkung zwischen Geist und Materie, Seele und Leib, beseitigt. Aus dem Grundgedanken des Monismus folgerte er, dass zwischen der (idealen) Gesetzmäßigkeit des Ideenreichs und der (mechanischen) der Körperwelt kein Gegensatz bestehen kann, sondern jeder Idee (von unendlich vielen) ein Gegenstand der körperlichen Welt entsprechen muss (psychophysischer Parallelismus).
Aus dem unendlichen Wesen Gottes (natura naturans = schöpferische Natur = die Substanz) folgt Unendliches auf unendlich unterschiedliche Weise (natura naturata = geschaffene Natur = was wir als Erscheinungen wahrnehmen). Dies gilt sowohl hinsichtlich der Folge und Verknüpfung der Ideen wie auch hinsichtlich der materiellen Weltordnung (ordo et connexio idearum idem est ac ordo et connexio rerum; „Die Ordnung und Verknüpfung der Ideen ist dieselbe wie die Ordnung und Verknüpfung der Dinge.“). Daraus folgt: So wie in der Welt der materiellen Körper keine Wirkung ohne (zwingende) Ursache möglich ist, so ist in der Geisteswelt ein Willensentschluss ohne Motiv nicht möglich. Damit schloss Spinoza jede Willensfreiheit aus (auch die seines Gottes – siehe oben). Alles geschieht aus kosmischer Notwendigkeit; den Begriff „Wille Gottes“ nannte er (im Anhang zum 1. Teil der Ethik) „das Asyl der Unwissenheit“: „Und so werden sie nicht ablassen, weiter nach den Ursachen der Ursachen zu fragen, bis man seine Zuflucht zum Willen Gottes genommen hat, das heißt, zur Freistatt der Unwissenheit.“
Manche Objekte entspringen unmittelbar dem unendlichen göttlichen Wesen; dies sind absolut gültige und unveränderliche geometrische Sätze und Naturgesetze bzw. die Logik und die Gesetzmäßigkeiten des Seelenlebens. Je weniger direkt die Verbindung zur göttlichen Substanz, desto individueller und auch vergänglicher ist ein Objekt.

### Ethik
Da nach Spinoza „die Substanz“ als solche weder Intelligenz noch Willen besitzt, gibt es keine Vorsehung, keinen Heilsplan; da sie Ursache ihrer selbst ist, gibt es auch kein blindes Verhängnis. Die Ethik geht zurück auf die „Ontologie“ Gottes, die Spinoza entwirft. Der Mensch kann Anteil an der göttlichen Natur haben, das Ziel ist eine Entwicklung der Welt gemäß der natürlichen Notwendigkeit der Gesetze Gottes. Die Ethik Spinozas verlangt, die Dinge so zu schauen, wie Gott sie schaut: ganzheitlich. Das bedeutet unter dem Gesichtspunkt der Ewigkeit (sub specie aeternitatis), jede Einzelheit (Idee, Gegenstand oder Vorgang) als Bestandteil eines einheitlichen Weltganzen zu sehen. Eine klare Abkehr von aristotelischen Vorstellungen ist Spinozas Behauptung, es gebe keine Zweckursachen, sondern lediglich wertneutrale, „wirkende“ Ursachen, die nur „notwendig“ seien. Alle Ursachen haben eine Dynamik zu Lebenserhaltung und zum „Nutzen“ (was hier aber nicht mit dem Utilitarismus verwechselt werden sollte).

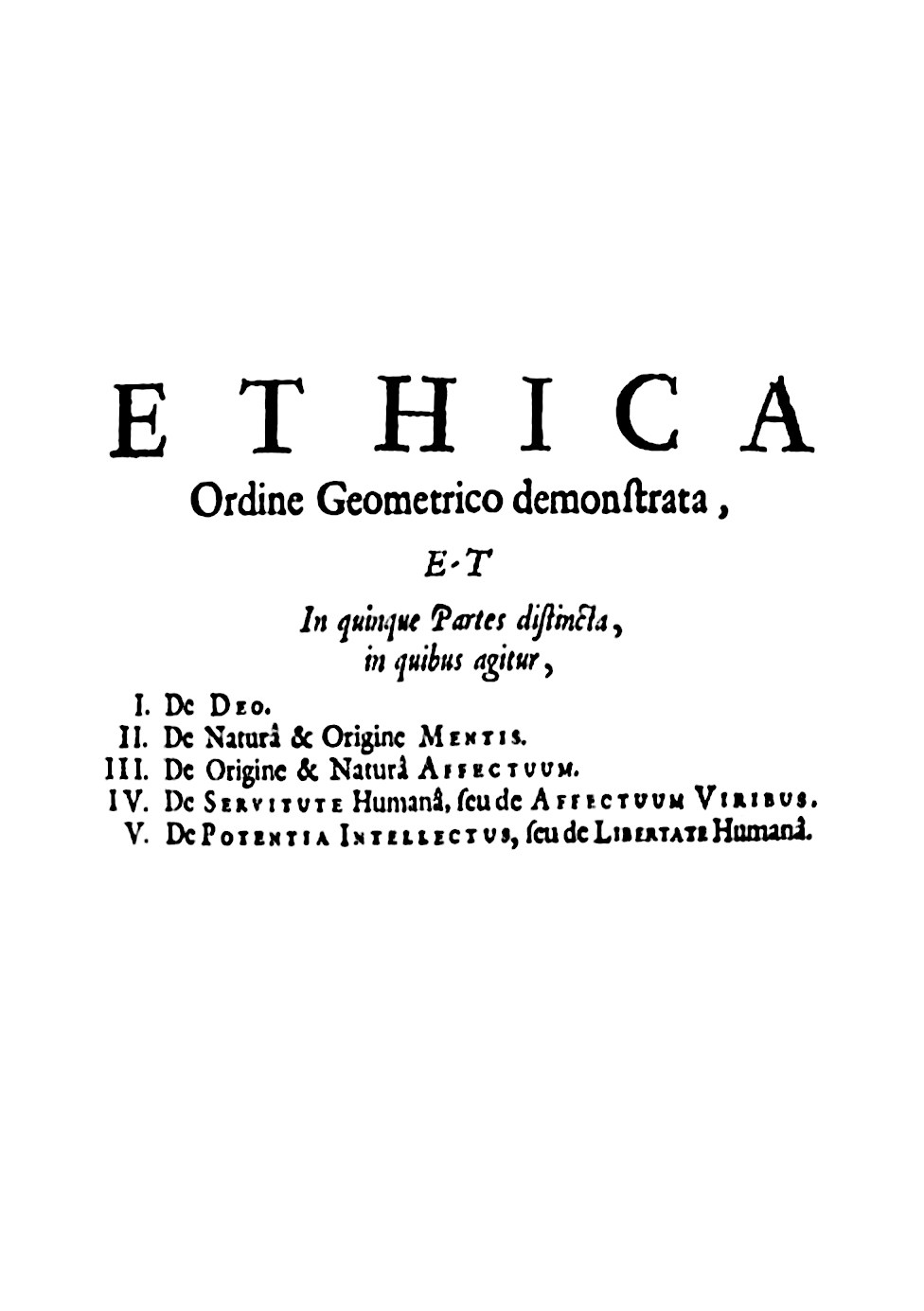
Die Titelseite von Baruch de Spinozas Monographie Ethica

Affektenlehre: Wenn vorige Begründungen auf Gott und die positive Dynamik der natura naturans zurückgeleitet werden können, so bringt auch der Mensch etwas in die Ethik ein. Spinoza konzipiert eine Lehre von Affekten und Leidenschaften. Diese werden als eine „Bejahung des Lebens“ verstanden. Spinoza entwickelte eine sehr genaue Theorie der Affekte, die Fragen der Anreize und Wirksamkeit von Affekten bearbeitet.  Er unterscheidet zwischen adäquaten Ideen (Handlungen) und inadäquaten Ideen (Leidenschaften), die wir erleiden. Es geht darum, in den Ursachen nicht unterzugehen, nicht Knecht der Affekte zu werden, sondern sie zu gestalten. Demut ist keine Tugend: „Demut ist eine Trauer, die daraus entspringt, daß der Mensch seine Ohnmacht oder Schwachheit betrachtet.“
Das Gute ist die Erhaltung des Lebens und nicht eine welttranszendente Idee. Das Streben nach Selbsterhaltung führt nicht schon dazu, dass der Strebende sich auch tatsächlich selbst erhält. Das wahrhaft Gute entwickelt Spinoza im ausdrücklichen Kontrast zu diesem bloßen Meinen. Es ist „wahrer Nutzen“ und deshalb mehr: Das Gute ist nicht dasjenige, wovon wir eine gute Meinung haben, sondern etwas, um das wir wissen. Es ist nicht nur scheinbar, sondern wahrhaft nützlich. Dementsprechend könne nur wahrhaft gut genannt werden, was uns tatsächlich am Leben hält, und nicht, was wir meinend für unsere Selbsterhaltung erstreben. Wenn das Erstrebte zu einer Vernichtung oder zur Minderung des eigenen Seins führe, sei es in Wahrheit schlecht, obgleich es erstrebt wird und in der Perspektive des Strebenden gut ist.
Der Mensch hat aber die Möglichkeit, seine Affekte zu beherrschen, und zwar mithilfe der Vernunft. Es ist wichtig, die Affekte zu verstehen, um zu immer adäquateren Ideen zu kommen. Ideen können geordnet und Affekte besser beherrscht werden. Eine solche Klarheit führt letzten Endes an das Ziel, eine höhere Vollkommenheit zu erreichen.
Da der Mensch von jeher nach vollkommener Erkenntnis strebt, und da Gott vollkommen ist, muss es sein Ziel sein, eins mit Gott zu werden. Da Gott in allem ist, muss daher das Ziel des Menschen sein, eins mit der (göttlichen) Natur zu werden; wenn man dies erreicht, erreicht man die höchste Form der Existenz – und damit den Frieden. Diese (intellektuelle) Liebe zu Gott (amor intellectualis Dei) steht bei Spinoza neben der Resignation, also der Ergebung in die Naturnotwendigkeit. Sie bilden den Kern der rein rationalen, also leidenschaftslosen Ethik Spinozas, der sich selbst in eine Reihe mit Sokrates und den Stoikern stellte. Zu dieser Ethik gehörte eine Philosophie des Glücks: „Die Glückseligkeit ist nicht der Lohn der Tugend, sondern selbst Tugend; und wir erfreuen uns ihrer nicht deshalb, weil wir die Gelüste hemmen, sondern umgekehrt, weil wir uns ihrer erfreuen, deswegen können wir die Gelüste hemmen.“ Dies klingt egoistisch. Es darf aber nicht vergessen werden, dass für Spinoza „wahre“ Lebenserhaltung nur in der Gemeinschaft möglich ist. Spinoza bezeichnet diesen Weg als schwer, aber gangbar.
Im Anhang zum ersten Teil seiner Ethik sagt Spinoza, dass Unwissenheit kein hinreichender Grund sei: „Ignorantia non est argumentum.“ Damit wendet er sich gegen jene Theologen, die den Willen Gottes als Ursache aller Erscheinungen hinstellen mit der alleinigen Begründung, andere Ursachen seien nicht bekannt. Dies ist ein Plädoyer Spinozas für die rationale Begründung seiner Ethik.

### Politische Philosophie
Der Tractatus theologico-politicus erschien 1670 in Amsterdam und wurde anonym und mit irreführenden Angaben über seinen Ursprung, zum Beispiel bezüglich Druckort und Namen des Druckers, veröffentlicht. Denn Spinoza erschienen in Anbetracht der veränderten politischen Verhältnisse in den Niederlanden seine in der Schrift entwickelten philosophischen und theologischen Ideen über die Denkfreiheit und die Religion als zu brisant. Dass er mit seiner Einschätzung richtig lag, zeigten die spätere Ermordung der von ihm geschätzten liberalen Regenten Johan de Witt (1625–1672) und seines Bruders Cornelis de Witt (1623–1672) sowie das Verbot seines Werks 1674.
Nach Spinoza sind die Schriften der Bibel nicht fehlerfrei und können nicht wortwörtlich von Gott inspiriert sein. Kritisches Lesen sei daher unerlässlich und lasse verschiedene Widersprüche zwischen bestimmten Textstellen erkennen. Die Autoren (für die Bücher Mosis nahm er Esra als ersten an, mit „Verschlimmbesserungen“ durch spätere) müssten in ihrem historischen Zusammenhang gesehen werden, man habe ihre jeweiligen Glaubensvorstellungen zu berücksichtigen. Die Heilige Schrift belehre uns nicht über die Natur Gottes und seinen Heilsplan, sondern lehre uns Gehorsam und die Liebe zu Gott und den Mitmenschen. Um dies zu verstehen, brauche man keine raffinierte Unterweisung in Philosophie oder als Theologe ausgebildet zu sein. Sogenannte Wunder seien missverstanden und missbraucht worden für pseudomoralische Zwecke. Nur erstarrte Dogmen und Rituale hielten Judentum und Christentum noch am Leben. Philosophie und Naturrecht könnten auch nicht in Konflikt kommen mit dem (so verstandenen) Text der Heiligen Schrift. Mit dieser Auffassung wurde Spinoza zu einem der Begründer der modernen historisch-kritischen Bibelanalyse.
Spinozas Staatslehre gründet sich auf die Überzeugung, Menschen, die durch Rationalität befreit seien, seien automatisch wohltätig und tolerant – auch gegenüber den Fehlern anderer, die noch von ihren Leidenschaften gesteuert werden. Da allerdings die Menschen im Allgemeinen sich nicht von Ratio leiten ließen, müsse der Staat Regeln setzen und durchsetzen. Damit zeigte Spinoza im Tractatus theologico-politicus auch die Grenzen von Philosophie und Naturrecht auf, wie er sie sah: Das Individuum müsse seine Rechte der Gemeinschaft überantworten. Es müsse dem Staat in allem gehorchen, auch gegen seine private Überzeugung; ausgenommen seien lediglich Anweisungen, die dem universellen Moralgefühl widersprächen (etwa „Töte deine Eltern!“). Dieser Gehorsam störe auch nicht die menschliche Autonomie, da die Individuen die Obrigkeit ja selbst autorisiert hätten und Gebote sowieso im ureigensten Interesse des als Egoisten gesehenen Individuums lägen. Spinoza befürwortete die Demokratie, da es unwahrscheinlich sei, dass die Mehrheit einer großen Wählerschaft irrational entscheide. Die Freiheit zu philosophieren (Gedanken- und Redefreiheit) sei mit Frömmigkeit und Frieden im Staat vereinbar, ja letztere müssten ohne sie zugrunde gehen.

### Erkenntnistheorie
Wie Gott, so hat auch der menschliche Geist Ideen: Erfahrungen und Ratio. Erfahrungen (experientia vaga) sind unzuverlässig (damit befand sich Spinoza ganz im Einklang mit seinen Zeitgenossen); sie liefern kein wahres Wissen von unseren Erkenntnisobjekten, denn sie präsentieren uns nur ein unvollständiges, vergängliches und trügerisches Bild dessen, was der Betrachter zu sehen meint. Diese Sinneserfahrung – ebenso die Erinnerung (ex signis) – erlaubt uns nur oberflächliches „Wissen“, wie es aus einer bestimmten Perspektive und zu einem bestimmten Zeitpunkt erscheint. Das Ergebnis ist ein konfuses und verstümmeltes Wissen (einschließlich des Glaubens an Zufall und des Aberglaubens), es ist das Gegenteil von wahrer Einsicht in das Wesen der Dinge.
Diese Einsicht (Ratio) andererseits ist – nach Spinoza – notwendigerweise wahr und richtig. Wir gewinnen sie nicht anders als durch deduktive Logik, also rationales Denken. Dies bedeutet, nicht nur zu beobachten und lediglich die Beziehungen eines Gegenstandes (Idee, Objekt oder Vorgang) zu anderen Dingen zu erfassen, sondern Einsicht in sein Verhältnis zu den „Attributen“ Gottes und den „Modi“, die daraus folgen (die Naturgesetze), zu gewinnen. Wahres Wissen von einem derartigen Gegenstand erklärt, weshalb er existiert und weshalb er so ist und nicht anders sein kann. Dieses Wissen ist abgelöst von Raum und Zeit (sub specie aeternitatis) und damit unvergänglich und unwandelbar. Auch gibt es (auf Grund der weltimmanenten Notwendigkeit) für den Einsichtigen nur wertneutrale, kontingente Ursachen; wer von „gut“ oder „schlecht“ spricht, verfügt nur über oberflächliches „Wissen“.
Spinozas Konzept von rationaler Erkenntnis ist von einem ungetrübten, radikalen Optimismus bezüglich der Fähigkeiten des menschlichen Geistes gekennzeichnet. Er meinte, wir könnten nicht nur sämtliche Geheimnisse der Natur klären, sondern auch Gott adäquat erkennen: „Die menschliche Seele hat eine adäquate Erkenntnis der ewigen und unendlichen Wesenheit Gottes.“

## Nachwirkung

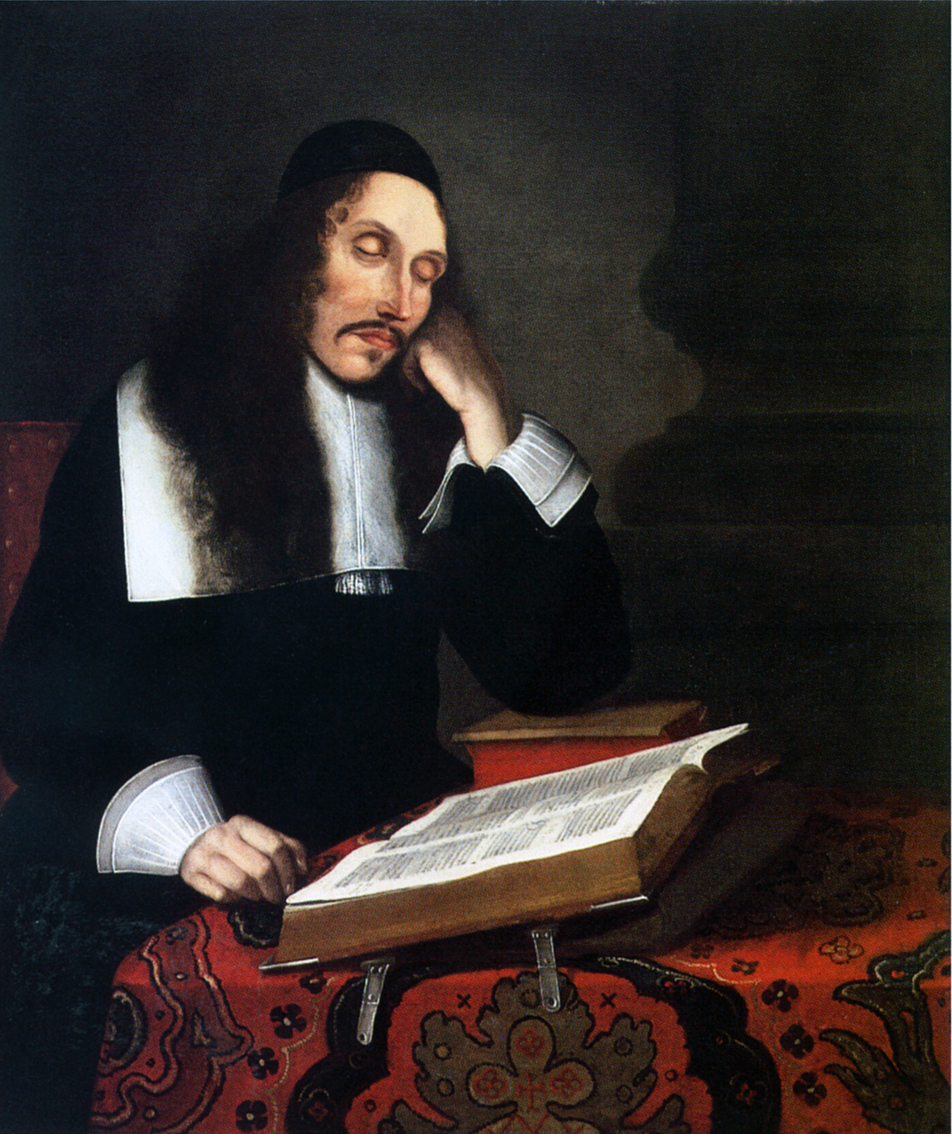
Franz Wulfhagen: Porträt des niederländischen Philosophen Baruch Spinoza (1664)

Die Philosophie Spinozas, die anfänglich nur in Holland einen kleinen Kreis von Anhängern besaß (u. a. Gerardus de Vries und Lodewijk Meyer), fand ein Jahrhundert später bei Denkern wie Lessing, Herder oder Goethe Anklang. Der Aufklärer Pierre Bayle bezeichnete Spinozas Philosophie hingegen als die „monströseste und absurdeste“ Hypothese, die man sich vorstellen könne. 1744 erschien als eine erste gründliche Kritik B. v. S. Sittenlehre, widerleget von dem berühmten Weltweisen unserer Zeit Herrn Christian Wolf. David Hume bezeichnete Spinozas Philosophie als eine abscheuliche („hideous“) Theorie. Großes Aufsehen erregte schließlich Friedrich Heinrich Jacobi mit seiner Veröffentlichung Über die Lehre des Spinoza in Briefen an den Herrn Moses Mendelssohn (erste Fassung 1785), worin er Lessing postum des „Spinozismus“ bzw. der Gottlosigkeit verdächtigte und Moses Mendelssohn als dessen Freund darüber auszufragen anfing. Dies ging als „Pantheismusstreit“ in die Philosophiegeschichte ein.
Um 1800 griffen die Frühromantiker, Fichte, Schlegel, Schleiermacher, Schelling und Hegel Spinozas Ideen teilweise auf und diskutierten sie im Zusammenhang mit den Kritiken Kants. Auch Dichter wie William Wordsworth, Samuel Taylor Coleridge, Percy Bysshe Shelley und Georg Büchner ließen sich von Spinoza inspirieren. Ludwig Feuerbach pries Spinoza als den „Moses der modernen Freigeister und Freidenker“. Heinrich Heine schrieb:

„Wenn man den Spinoza einst aus seiner starren, altcartesianischen, mathematischen Form erlöst und ihn dem großen Publikum zugänglicher macht, dann wird sich vielleicht zeigen, daß er mehr als jeder andere über Ideendiebstahl klagen dürfte. Alle unsere heutigen Philosophen, vielleicht oft ohne es zu wissen, sehen sie durch die Brillen, die Baruch Spinoza geschliffen hat.“

Friedrich Nietzsche hat sich stark zu Spinozas Denken hingezogen gefühlt. Insbesondere seine Kritik an der Teleologie, sein Immoralismus und der „Conatus“ als Vorwegnahme des „Willens zur Macht“ haben Nietzsche fasziniert. Allerdings hat er Spinoza nicht im Original gelesen, sondern in der Vermittlung des Philosophiehistorikers Kuno Fischer. Der Begründer der deutschen Soziologie Ferdinand Tönnies stützte seine Willenstheorie auf Spinoza und stellte 1887 dessen Ausspruch Voluntas atque intellectus unum et idem sunt („Wille und Verstand sind ein und dasselbe“) als Motto über das Axiomenkapitel seines Grundlagenwerks Gemeinschaft und Gesellschaft. Spinozas Abhandlung Über Ursprung und Wesen der Gefühlsbewegung[Quelle: Ethik?] ist ein konsistent ausgearbeitetes System, das phänomenale Kausalität in der Wechselwirkung von emotionalen Spannungszuständen der wahrnehmenden Personen theoretisch erfasst. Die darin enthaltenen Beobachtungen haben eine Reihe von Sozialpsychologen beeinflusst.
Im 20. Jahrhundert sprach der Kulturhistoriker Egon Friedell von Spinozas „alles zerfressender […] pathologischer Logik.“ Die Theorie von einem unpersönlichen Gott, der sich selbst liebt und nicht um die Welt kümmert, von einer sich selbst verursachenden Natur, die jede Willensfreiheit ausschließt, erschien ihm als das Resultat eines „selbstherrlichen Rationalismus“. Carl Schmitt hasste Spinoza, weil er ihn für verantwortlich hielt für „die dreisteste Beleidigung, die jemals Gott und dem Menschen zugefügt worden ist und die alle Flüche der Synagoge rechtfertigt“, nämlich das sive („oder auch“) der Formel Deus sive Natura, die Gleichsetzung von Gott und Natur. Spinoza verstoße, indem er Gott naturalisiere, gegen die übergroße Macht einer Autorität, den strengen, göttlichen Vater. Prägnant erscheint die an Gilles Deleuze angelehnte Beschreibung von Spinozas Denken durch Slavoj Žižek:

„Für Spinoza gibt es kein Hobbessches ‚Selbst‘, das der Wirklichkeit entzogen wäre und ihr gegenüberstünde. Spinozas Ontologie ist die Ontologie vollkommener Immanenz in der Welt – d. h. ich ‚bin‘ nichts als das Netzwerk meiner Beziehungen zur Welt und in ihm vollkommen ‚entäußert‘. Mein conatus, mein Streben, mich selbst zu behaupten, ist somit keine Selbstbehauptung auf Kosten der Welt, sondern mein uneingeschränktes Akzeptieren der Tatsache, dass ich Teil der Welt bin, mein Zur-Geltung-Bringen der umfassenderen Wirklichkeit, in der allein ich gedeihen kann. Der Gegensatz von Egoismus und Altruismus ist damit überwunden: Ganz bin ich nicht als isoliertes Selbst, sondern in der gedeihlichen Wirklichkeit, deren Teil ich bin.“

## Vergleich mit östlichen Philosophien
Ähnlichkeiten zwischen Spinozas Philosophie und östlichen philosophischen Traditionen sind von vielen Autoren diskutiert worden. Der deutsche Sanskritist Theodor Goldstücker aus dem 19. Jahrhundert war einer der ersten, der die Ähnlichkeiten zwischen Spinozas religiösen Vorstellungen und der indischen Vedanta-Tradition feststellte, indem er schrieb, Spinozas Denken sei

„[…] ein abendländisches Philosophiesystem, das unter den Philosophien aller Nationen und Zeitalter einen vordersten Rang einnimmt und eine so genaue Darstellung der Ideen des Vedanta ist, dass wir ihren Begründer verdächtigt haben könnten, die Grundprinzipien seines Systems von den Hindus entlehnt zu haben, würde uns seine Biographie nicht davon überzeugen, dass er mit ihren Lehren völlig unbekannt war […] Wir meinen die Philosophie Spinozas, eines Mannes, dessen ganzes Leben ein Bild jener moralischen Reinheit und intellektuellen Gleichgültigkeit gegenüber den vergänglichen Reizen dieser Welt ist, die die ständige Sehnsucht des wahren Vedanta-Philosophen ist […] wenn wir die grundlegenden Ideen beider vergleichen, sollten wir keine Schwierigkeiten haben zu beweisen, dass, wäre Spinoza ein Hindu gewesen, sein System aller Wahrscheinlichkeit nach eine letzte Phase der Vedanta-Philosophie markieren würde.“

Max Müller, ein deutschstämmiger Philologe und Orientalist, der die meiste Zeit seines Lebens in Großbritannien lebte, stellte in seinen Vorlesungen die auffallenden Ähnlichkeiten zwischen dem Vedanta und dem System Spinozas fest und sagte: „Das Brahman, wie es in den Upanishaden aufgefasst und von Sankara definiert wird, ist eindeutig dasselbe wie Spinozas ‚Substantia‘.“ Helena Blavatsky, eine der Gründerinnen der Theosophischen Gesellschaft, verglich auch Spinozas religiöses Denken mit dem Vedanta und schrieb in einem unvollendeten Essay: „Was Spinozas Gottheit – natura naturans – betrifft, die einfach und allein in ihren Attributen gedacht wird, und dieselbe Gottheit – als natura naturata oder wie sie in der endlosen Reihe von Modifikationen oder Korrelationen gedacht wird, die direkt aus den Eigenschaften dieser Attribute hervorgehen, so ist sie die vedantische Gottheit rein und einfach.“

## Gedenken und Rehabilitation

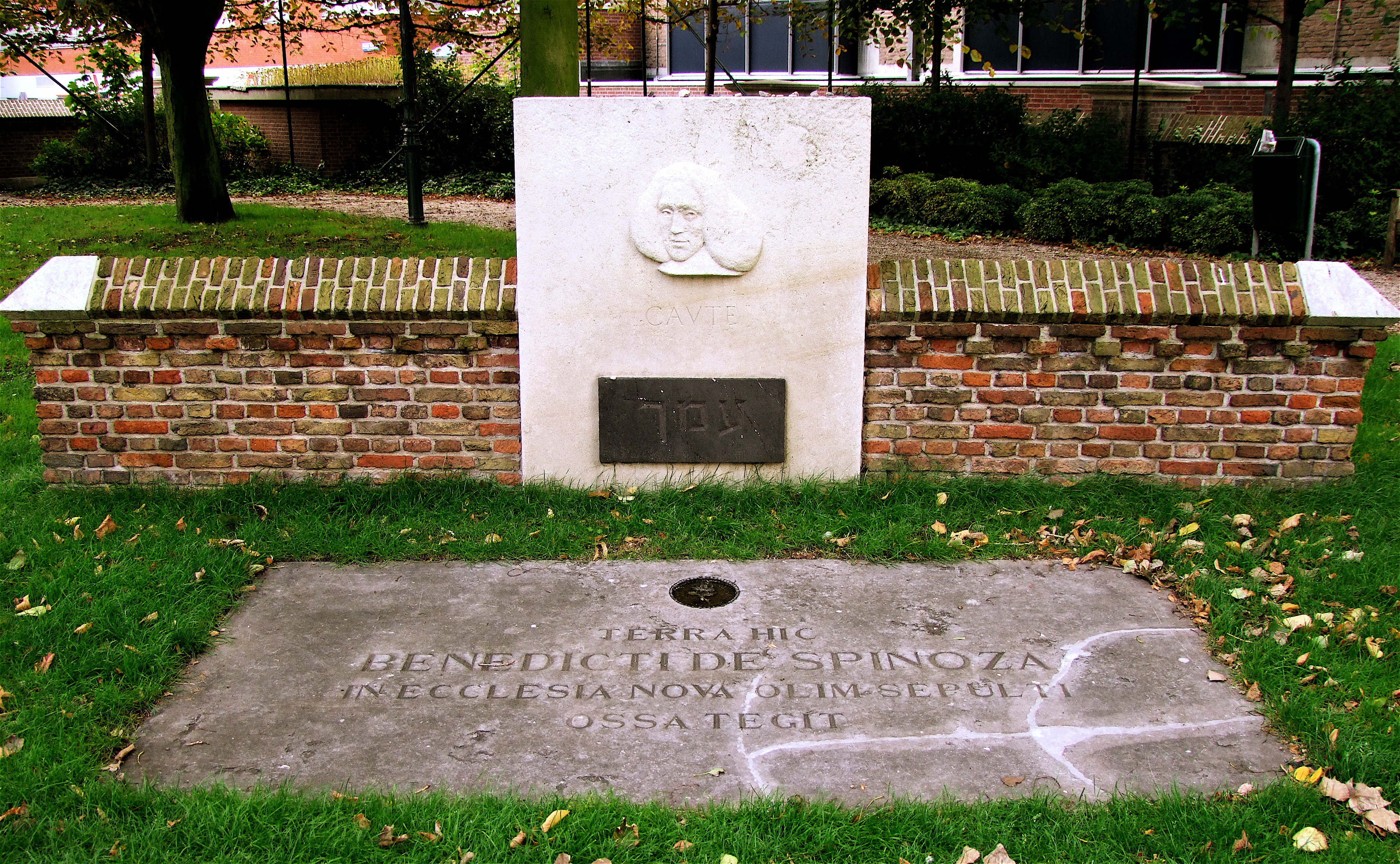
Grab von Baruch Spinoza

Zu Spinozas 250. Todestag im Jahre 1927 wurde auf dem Friedhof der Nieuwe Kerk in Den Haag eine Gedenktafel angebracht, deren lateinische Inschrift auf Deutsch lautet: „Die Erde bedeckt hier die Gebeine des ehemals in der Neuen Kirche beigesetzten Benedictus de Spinoza.“
Ebenfalls 1927 erklärte Joseph Klausner, ordentlicher Professor für hebräische Literatur an der Hebrew University in Jerusalem, das jüdische Volk habe mit dem Cherem gegen Spinoza eine schreckliche Sünde begangen und solle den Ketzer-Bannfluch aufheben. Aus seiner Rede: „Spinoza, dem Juden, rufen wir … zu: Der Bann ist aufgehoben! Das Unrecht des Judentums gegen dich ist hiermit aufgehoben, und deine Sünde, die du auch immer an ihm begangen haben magst, sei dir vergeben. Unser Bruder bist du, unser Bruder bist du, unser Bruder bist du.“ Das wurde zwar eine Weile in Jerusalemer Intellektuellenkreisen diskutiert, aber niemand leitete etwas Konkretes in die Wege.
David Ben-Gurion, der erste Ministerpräsident des neuen Staates Israel, bezeichnete Spinoza als „den ersten Zionisten der letzten 300 Jahre“ und veröffentlichte 1953 einen Artikel, in dem er den Philosophen lobte, was die Diskussion über seine Exkommunikation neu entfachte. Israelische Politiker, Rabbiner und die jüdische Presse weltweit schlossen sich der Debatte an. Einige forderten, den Cherem rückgängig zu machen. Keiner von ihnen hatte jedoch die Befugnis, ihn aufzuheben; dies kann nur die Amsterdamer Talmud-Tora-Gemeinde tun.
Erst 1956, zum 300. Jahrestag von Spinozas Exkommunikation, flammte die Diskussion wieder auf. H. F. K. Douglas, ein holländischer Bewunderer Spinozas, regte die Errichtung eines weiteren Denkmals an und bat den israelischen Ministerpräsidenten David Ben-Gurion, der sich selbst als Spinozisten bezeichnete, um eine Unterstützung, die auch gewährt wurde. Eine Organisation humanistischer Juden aus Haifa, die Spinoza für den Erzvater des jüdischen Humanismus hielt, spendete eine schwarze Basaltplatte, die neben der alten Gedenktafel an der Nieuwe Kerk angebracht wurde. Die neue Tafel zeigt ein Relief von Spinozas Kopf, das Wort caute („mit Vorsicht“) von seinem Siegelring und die Unterschrift amcha עמך („dein Volk“). Ebenso wie holländische Regierungsvertreter nahm der israelische Botschafter an der Enthüllung teil. Orthodoxe Mitglieder der Knesset stellten deshalb einen Misstrauensantrag gegen David Ben Gurion und Außenministerin Golda Meir. Auch sonst regte sich Widerstand gegen die Rehabilitierung. Im Jahr 2012 bat die Portugiesisch-Israelitische Gemeinde in Amsterdam ihren Oberrabbiner Haham Pinchas Toledano, den Bann gegen Spinoza aufzuheben. Dieser lehnte jedoch ab, da Spinozas Auffassungen unverändert als ketzerisch zu betrachten seien.
Im Dezember 2015 organisierte die heutige jüdische Gemeinde von Amsterdam ein Symposium zur Diskussion über die Aufhebung des Cherems und lud Wissenschaftler aus der ganzen Welt ein, einen beratenden Ausschuss zu bilden, darunter Steven Nadler von der Universität Wisconsin-Madison. Vor über 500 Zuhörern fand eine Debatte statt, in der (laut Nadler) „die philosophischen Ansichten Spinozas, die historischen Umstände des Verbots, die Vorteile und die Nachteile der Aufhebung des Cherems“ erörtert wurden. Die meisten in der Gemeinde hätten das Verbot gerne aufgehoben, aber der Rabbiner der Gemeinde entschied, dass es bestehen bleiben sollte, mit der Begründung, dass er nicht weiser sei als seine Vorgänger und dass Spinozas Ansichten im Laufe der Zeit nicht weniger problematisch geworden seien.
Viele Straßen oder Alleen tragen seinen Namen: rue Spinoza in Paris (XI.), in Choisy-le-Roi, in Ivry-sur-Seine, in Émerainville, in Vernouillet oder in Limoges (Frankreich), und unter anderem in Amsterdam, Rotterdam oder Utrecht (Niederlande), in Dublin (Irland), in Berlin oder Hannover (Deutschland), Rua Bento Espinoza in Vidigueira (Portugal), Wien (Österreich), Rom, Mailand oder Syrakus (Italien), Tel Aviv, Richon LeTsion, Ra’anana oder Herzliya (Israel), Florida, Michigan, Missouri, Indiana oder Virginia (USA), Rio de Janeiro (Brasilien), Mount Lawley (Australien).
Die Banknoten zu 1000 NLG (1968–1985) tragen sein Porträt.
Der Asteroid (7142) Spinoza trägt seinen Namen.

## Werke
- Kurzer Traktat über Gott, den Menschen und dessen Glück, um 1660 entstanden, lateinisches Original-Manuskript verloren: Tractatus (brevis) de deo et homine eiusque felicitate, postum 1862 in niederländischer Übersetzung publiziert: Korte Verhandeling van God, de mensch, en deszelvs welstand, dt. Felix Meiner Verlag, Baruch de Spinoza Sämtliche Werke Band 1, ISBN 978-3-7873-2732-4.
- Tractatus de intellectus emendatione. („Abhandlung über die Verbesserung des Verstandes“) 1661 entstanden, unvollendet, postum erschienen, ISBN 3-7873-1643-4.
- Renati des Cartes principiorum philosophiae Pars I et II, More Geometrico demonstratae. („René Descartes’ Grundlagen der Philosophie Teil I und II, auf geometrische Weise begründet“) 1663 entstanden, ISBN 3-7873-0736-2.
- Tractatus theologico-politicus. („Theologisch-politischer Traktat“) gedruckt 1670 in Amsterdam und anonym veröffentlicht, ISBN 3-7873-1191-2.
- Ethica, ordine geometrico demonstrata. („Ethik, nach geometrischer Methode dargestellt“) 1677 postum erschienen, ISBN 3-88851-193-3.
- Oeuvres IV. Ethica. Ethique. Zweisprachige Ausgabe Latein-Französisch. Aus dem Lateinischen von Pierre-François Moreau. Textausgabe von Fokke Akkerman und Piet Steenbakkers. Herausgegeben von Pierre-François Moreau und Piet Steenbakkers, Presses Universitaires de France (PUF), Collection: Épiméthée, 696 Seiten, 27 mai 2020. 15,2 × 3,8 × 22,1 cm. ISBN 978-2-13-081149-7.

Der israelisch-amerikanische Philosophieprofessor und Spinoza-Spezialist Yitzhak Melamed (* 1968) von der Johns-Hopkins-Universität in Baltimore hält es zum gegenwärtigen Zeitpunkt für verfrüht, Angaben zu einem Vergleich der nach dem 2010 in der vatikanischen Bibliothek entdeckten Manuskript erstellten und gerade erschienenen Ausgabe der Ethica und den Opera posthuma, der Erstausgabe von 1677, wie auch über einen möglichen Einfluss des Manuskripts auf die Spinoza-Rezeption zu machen. Nach Melamed scheinen die Unterschiede zwischen dem Manuskript und der Erstausgabe ziemlich gering zu sein (semblent assez minimes). Hingegen könnten sich die Varianten des Manuskripts für ein besseres Verständnis des Entstehungsprozesses der Ethik als höchst nützlich erweisen, so Melamed.
- Tractatus politicus. („Abhandlung über den Staat“) 1675 begonnen, 1677 postum erschienen.

Der Tractatus theologico-politicus wurde 1674 zusammen mit Thomas Hobbes’ Leviathan von der holländischen Regierung (zwei Jahre nach der Ermordung der de Witt Brüder) verboten.

### Gesamtausgaben
- Benedictus de Spinoza: Opera quae supersunt omnia. Hrsg. von Heinrich Eberhard Gottlob Paulus. 2 Bände. In: Bibliopolio Academico. Jena 1802/03.
- Spinoza: Opera. Im Auftrag der Heidelberger Akademie der Wissenschaften hrsg. von Carl Gebhardt. [Ursprünglich] Vier Bände, Heidelberg, Carl Winter-Verlag, 1925. (unveränderter Nachdruck: Carl Winter-Verlag, Heidelberg 1973) (die maßgebende textkritische Gesamtausgabe).
  - Band 1: Korte Verhandeling van God, De Mensch en des zelfs Welstand, Renati Des Cartes Principiorum philosophiae pars I [en] II, Cogitata metaphysica, Compendium grammatices linguae Hebraeae, Winter, Heidelberg 1925.
  - Band 2: Tractatus de intellectus emendatione, Ethica, Winter, Heidelberg 1925.
  - Band 3: Tractatus theologico-politicus, Adnotationes ad Tractatum theologico-politicum, Tractatus politicus, Winter, Heidelberg 1925.
  - Band 4: Epistolae, Stelkonstige Reeckening van den Regenboog, Reeckening van Kanssen – (Nachbericht), Winter, Heidelberg 1925.
  - Band 5: Supplementa. Kommentar zum Tractatus theologico-politicus. Kommentar zu den Adnotationes ad tractatum theologico-politicum. Kommentar zum Tractatus politicus. Einleitung zu den beiden Traktaten, Winter, Heidelberg 1987.
- Opera. Lateinisch-deutsch, Wissenschaftliche Buchgesellschaft, Darmstadt 1979 und 1980 (zweite, unveränderte Auflage: Wissenschaftliche Buchgesellschaft, Darmstadt 1989).
  - Band I: Tractatus theologico-politicus. Theologisch-politischer Traktat, hrsg. v. Günter Gawlick und Friedrich Niewöhner.
  - Band II: Tractatus de intellectus emendatione. Ethica. Abhandlung über die Berichtigung des Verstandes. Ethik, hrsg. v. Konrad Blumenstock.
- Baruch de Spinoza: Sämtliche Werke. Felix Meiner Verlag, Hamburg.
  - Wolfgang Bartuschat (Hrsg.): Kurze Abhandlung von Gott, dem Menschen und dessen Glück. 5., grundlegend revidierte Auflage. 1991, ISBN 3-7873-1039-8 (Originaltitel: Korte Verhandeling von God, de Mensch en des zelfs Welstant. Übersetzt von Carl Gebhardt).
  - Wolfgang Bartuschat (Hrsg.): Ethik in geometrischer Ordnung dargestellt. Lateinisch-Deutsch. 3., durchgesehene und verbesserte Auflage. 2010, ISBN 978-3-7873-1970-1 (Originaltitel: Ethica, ordine geometrico demonstrata. Übersetzt von Wolfgang Bartuschat).
  - Günter Gawlick (Hrsg.): Theologisch-politischer Traktat. 3., durchgesehene Auflage. 1994, ISBN 3-7873-1191-2 (Originaltitel: Tractatus theologico-politico. Übersetzt von Carl Gebhardt).
  - Wolfgang Bartuschat (Hrsg.): Descartes’ Prinzipien der Philosophie in geometrischer Weise dargestellt. neue Auflage. 2005, ISBN 3-7873-1696-5 (Originaltitel: Des Cartes Principiorum Philosophiae Pars I et II, More Geometrico demonstratae. Übersetzt von Wolfgang Bartuschat).
  - Wolfgang Bartuschat (Hrsg.): Abhandlung über die Verbesserung des Verstandes. Lateinisch–deutsch. neue Auflage. 2003, ISBN 3-7873-1643-4 (Originaltitel: Tractatus de intellectus emendatione. Übersetzt von Wolfgang Bartuschat).
  - Wolfgang Bartuschat (Hrsg.): Politischer Traktat. Lateinisch-Deutsch. 2., verbesserte Auflage. 2010, ISBN 978-3-7873-1960-2 (Originaltitel: Tractatus politicus. Übersetzt von Wolfgang Bartuschat).
  - Manfred Walther (Hrsg.): Briefwechsel. 3. Auflage. 1986, ISBN 3-7873-0672-2.
  - Manfred Walther (Hrsg.): Lebensbeschreibungen und Dokumente. Neue, vermehrte Auflage. 1998, ISBN 3-7873-0699-4.
  - Hans Christian Lucas, Michael John Petry (Hrsg.): Algebraische Berechnung des Regenbogens. Berechnung von Wahrscheinlichkeiten. Niederländisch–deutsch. 1982, ISBN 3-7873-0563-7.

### Einzelne Werke und Übersichtsbände
- Baruch de Spinoza: Die Ethik nach geometrischer Methode dargestellt. (1677). Übersetzung, Anmerkungen und Register von Otto Baensch. Einleitung von Rudolf Schottlaender. (= Philosophische Bibliothek. Band 92). Felix Meiner Verlag, Hamburg 1976, ISBN 3-7873-0160-7.
- Benedictus de Spinoza: Die Ethik – Ethica. Lateinisch – Deutsch. (1677). Nach der Edition von Carl Gebhardts „Spinoza Opera“. Überarbeitung der Übersetzung von Jakob Stern (1888). Nachwort v. Bernhard Lakebrink. Reclam-Verlag, Stuttgart 2007, ISBN 978-3-15-000851-5. (Erstausgabe: Reclam, Stuttgart 1990, ISBN 3-15-000851-4)
- Von den Festen und Ewigen Dingen. Übertragen und eingeleitet von Carl Gebhardt. Carl Winter Verlag, Heidelberg 1925.

## Ausstellungen
- Spinoza im Kontext. Voraussetzungen, Werk und Wirken eines radikalen Denkers. Interdisziplinäres Zentrum für die Erforschung der Europäischen Aufklärung (IZEA) in Halle vom 17. September bis zum 16. Dezember 2010.[47]

### Biographie
- Berthold Auerbach: Spinoza. Ein Denkerleben, Leipzig, 1913.
- Stanislaus von Dunin-Borkowski: Spinoza. Vier Bände, Münster i. W. 1933–1936.
- Steven Nadler: Spinoza. A life. Nachdruck. Cambridge University, Cambridge u. a. 1999 (u. ö.), ISBN 0-521-55210-9.
- Andrea Schrimm-Heins: Spinoza, Benedictus de oder Baruch de Spinoza. In: Biographisch-Bibliographisches Kirchenlexikon (BBKL). Band 10, Bautz, Herzberg 1995, ISBN 3-88309-062-X, Sp. 1013–1019 (Artikel/Artikelanfang im Internet-Archive).
- Theun de Vries: Baruch de Spinoza. Mit Selbstzeugnissen und Bilddokumenten. 10. Auflage. Rowohlt, Reinbek bei Hamburg 2004, ISBN 3-499-50171-6.
- Manfred Walther (Hrsg.): Erläuterungen in: Spinoza – Lebensbeschreibungen und Dokumente (= Baruch de Spinoza: Sämtliche Werke. Band 7). (= Philosophische Bibliothek. Band 96b). Vermehrte Neuausgabe mit Erläuterungen von Manfred Walther und Übersetzung der Lebensbeschreibungen von Carl Gebhardt. Felix Meiner, Hamburg 1998, ISBN 3-7873-0699-4.
- Manfred Walther; Michael Czelinski (Hrsg.): Die Lebensgeschichte Spinozas. Lebensbeschreibungen und Dokumente. 2 Bände, Frommann-Holzboog, Stuttgart/Bad Cannstatt 2006, ISBN 3-7728-2160-X (stark erweiterte und neu kommentierte Neuausgabe der von Jacob Freudenthal verfassten Lebensgeschichte von 1899).
- Rebecca Goldstein: Betraying Spinoza: the renegade Jew who gave us modernity. Nextbook, Schocken / New York 2006, ISBN 0-8052-4209-0.
- Antonio Damasio: Looking for Spinoza: Joy, Sorrow, and the Feeling Brain. William Heinemann, London 2003, ISBN 0-434-00787-0 (978-0151005574).
- Jonathan Israel: Spinoza. Life and legacy. Oxford University Press, Oxford 2023, ISBN 978-0-19-885748-8.

### Einführungen
- Henry Allison: Benedict de Spinoza. An Introduction. Yale University Press, New Haven 1987.
- Helmut Seidel: Spinoza zur Einführung. Junius, Hamburg 1994, ISBN 3-88506-905-9.
- Wolfgang Bartuschat: Baruch de Spinoza. Beck, München 2006, ISBN 3-406-54748-6.
- Carlos Fraenkel: Baruch de Spinoza. In: Metzler Lexikon Jüdischer Philosophen. Philosophisches Denken des Judentums von der Antike bis zur Gegenwart. Hrsg. Andreas B. Kilcher u. a., Verlag Metzler, Stuttgart / Weimar 2003, S. 158–163.
- Don Garrett (Hrsg.): The Cambridge Companion to Spinoza. Cambridge University Press, Cambridge/New York 1996. Standardlehrbuch
- H. G. Hubbeling: Spinoza. (Kolleg Philosophie). Karl Alber, Freiburg i. Br./ München 1978, ISBN 3-495-47386-6.
- Ernest Renan: Spinoza. Wissenschaftlicher Verlag, Schutterwald/Baden 1996, ISBN 3-928640-08-9.
- Wolfgang Röd: Benedictus de Spinoza. Eine Einführung. Reclam, Stuttgart 2002, ISBN 3-15-018193-3.
- Helmut Seidel: Spinoza zur Einführung. 2. Auflage. Junius, Hamburg 2007, ISBN 978-3-88506-644-6.

### Fachliteratur
- Robert Hugo Ziegler: Spinoza und das Flirren der Natur. Königshausen & Neumann, Würzburg 2024, ISBN 978-3-8260-8345-7.
- Manuel Joël: Spinozas theologisch-politischer Traktat auf seine Quellen geprüft. Breslau 1870.
- Manuel Joël: Zur Genesis der Lehre Spinozas. Breslau 1871.
- Leo Baeck: Baruch Spinozas erste Einwirkungen auf Deutschland. Dissertationsschrift. 1895.
- Etienne Balibar: Spinoza and Politics. Verso, London/New York 1998
- K. O. Meinsma: Spinoza und sein Kreis. Berlin 1909
- Constantin Brunner: Spinoza gegen Kant und die Sache der geistigen Wahrheit. (Vorwort in: K. O. Meinsma, 1909)
- L. Roth: Spinoza, Descartes, and Maimonides. Oxford 1924.
- Harry Wolfson: The Philosophy of Spinoza. 2 Bände. Harvard UP, Cambridge, MA 1934 (nach wie vor bedeutende, aber im Einzelnen in Vielem sehr umstrittene Studie).
- Wilfried Röhrich: Staat der Freiheit. Zur politischen Philosophie Spinozas. Melzer, Darmstadt 1969.
- Antonio Negri: The Savage Anomaly. The Power of Spinoza’s Metaphysics and Politics. (orig. L’anomalia selvaggia. Saggio sul potere e potenza in Baruch de Spinoza. 1981) Übersetzung von Michael Hardt. Minnesota UP, Minneapolis/Oxford 1991.
- Jonathan Bennett: A Study of Spinoza’s Ethics. Hackett, Indianapolis 1984.Standardwerk
- Edwin Curley: Behind the Geometric Method. Princeton UP, 1988.
- Heidi Ravven, Lenn E. Goodman (Hrsg.): Jewish Themes in Spinoza’s Philosophy. SUNY Press, Albany, NY 2002.
- B. Sandkaulen, W. Jaeschke (Hrsg.): Friedrich Heinrich Jacobi. Ein Wendepunkt der geistigen Bildung der Zeit. Meiner, Hamburg 2004.
- Michael Post: Spinozas monistische Ontologie. Neuss 2006, ISBN 3-00-019572-6.
- Michael Della Rocca: Spinoza. Routledge, London/New York 2008, ISBN 978-0-415-28330-4. Standardwerk
- Karl Reitter: Prozesse der Befreiung. Marx, Spinoza und die Bedingungen eines freien Gemeinwesens. Westfälisches Dampfboot, Münster 2011, ISBN 978-3-89691-887-1.
- Jan-Hendrik Wulf: Spinoza in der jüdischen Aufklärung. Dissertation. Akademie-Verlag, 2012.
- Katja Diefenbach: Spekulativer Materialismus: Spinoza in der postmarxistischen Philosophie. Turia+Kant, Wien 2018, ISBN 978-3-85132-888-2.
- Manfred Walther: Spinoza-Studien. 3 Bände. Universitätsverlag Winter, Heidelberg 2018.
  - Band 1: Gehorsam oder Erkenntnis. Die Philosophie Spinozas in religionsphilosophischer Perspektive. ISBN 978-3-8253-6467-0.
  - Band 2: Natur, Recht und Freiheit. Spinozas Theorie von Recht, Staat und Politik im Kontext der Frühen Neuzeit. ISBN 978-3-8253-6468-7.
  - Band 3: Spinoza in Deutschland. Von G. W. Leibniz bis zu Carl Schmitt. Philosophie – Wissenschaft – Ideologie. ISBN 978-3-8253-6469-4.
- Henry Méchoulan: Amsterdam au temps de Spinoza: argent et liberté, Presses Universitaires de France (PUF), 1990, 288 pages. ISBN 978-2-13-042593-9. Auf Französisch.
- Henry Méchoulan: Être juif à Amsterdam au temps de Spinoza, Albin Michel, Paris, 1991, 184 pages. ISBN 978-2-226-05544-6. Auf Französisch.
- Henry Méchoulan: Spinoza démasqué, Les éditions du Cerf, Paris, 27 octobre 2022, 409 pages. ISBN 978-2-204-15214-3. Auf Französisch. – Aufgrund seiner Forschungen stellt der Autor das gängige Spinoza-Bild infrage. Henry Méchoulan ist ein französischer Spinoza-Spezialist. Er ist Gastprofessor an der Freien Universität Brüssel und emeritierter Direktor beim französischen CNRS.
- Gilles Deleuze: Spinoza und das Problem des Ausdrucks in der Philosophie. Fink, München 1993, ISBN 978-3-7705-2852-3.
- Étienne Balibar: Spinoza und die Politik, Freising, tentare, 2025, ISBN 978-3-9824105-4-8.
- Thomas Kisser: Selbstbewusstsein und Interaktion. Spinozas Theorie der Individualität, Könighausen & Neumann, Würzburg 1998, ISBN 978-3-8260-1498-7

### Rezeption
- Leo Baeck:  Spinozas erste Einwirkungen auf Deutschland. Dissertation. 1895.
- Martin Bollacher: Der junge Goethe und Spinoza. Studien zur Geschichte des Spinozismus in der Epoche des Sturms und Drangs. Niemeyer, Tübingen 1969; Reprint: De Gruyter, Berlin 2012, ISBN 978-3-11-102349-6.
- Martin Bollacher, Roger Henrard, Wim Klever (Hrsg.): Studia Spinozana. Band 5: Spinoza and Literature. Königshausen & Neumann, Würzburg 1989, ISBN 3-88479-546-5.
- Hermann Timm: Gott und die Freiheit. Studien zur Religionsphilosophie der Goethezeit. Band 1: Die Spinozarenaissance. Vittorio Klostermann, Frankfurt am Main 1974, ISBN 978-3-465-01049-4.
- Wolfgang Bartuschat: Die Freiheit zu philosophieren: Baruch de Spinoza. In: Merkur für europäisches Denken. 64. Jg., H. 736/737 · September/Oktober 2010, S. 751–758.
- Michael Czelinski-Uesbeck: Der tugendhafte Atheist. Studien zur Vorgeschichte der Spinoza-Renaissance. Dissertation. Hannover 2004. Königshausen & Neumann, Würzburg 2007, ISBN 978-3-8260-3536-4.
- Hanna Delf u. a. (Hrsg.): Spinoza in der europäischen Geistesgeschichte. Edition Hentrich, Berlin 1994.
- Jan Eike Dunkhase: Spinoza der Hebräer. Zu einer israelischen Erinnerungsfigur. mit einem Vorwort von Dan Diner. Vandenhoeck & Ruprecht, Göttingen 2013, ISBN 978-3-525-35112-3.
- Eva Schürmann, Norbert Waszek, Frank Weinreich (Hrsg.): Spinoza im Deutschland des achtzehnten Jahrhunderts. Frommann-Holzboog, Stuttgart-Bad Cannstatt 2002, ISBN 3-7728-2027-1.
- Pascal Firges: Eros im Hyperion. Platonisches und spinozistisches Gedankengut in Hölderlins Roman. (= Kulturgeschichtliche Reihe. 11). Sonnenberg, Annweiler 2010, ISBN 978-3-933264-61-9.
- António R. Damásio: Der Spinoza-Effekt. Wie Gefühle unser Leben bestimmen. List, Berlin 2005, ISBN 3-548-60494-3.

### Belletristik
- Erwin Guido Kolbenheyer: Amor Dei. Ein Spinoza-Roman. Georg Müller, München und Leipzig 1908.
- Günter Helmes: Spinoza in der schönen Literatur. Bilder zwischen Vormärz und Weimarer Republik. In: Studia Spinozana, Vol. 5, 1990, S. 119–149.
- Irvin D. Yalom: Das Spinoza-Problem. btb Verlag, München 2012, ISBN 978-3-442-75285-0.